# توماس غراي
توماس غراي (بالإنجليزية: Thomas Gray)‏ (12 أغسطس 1986 في الولايات المتحدة - ) هو لاعب كرة قدم أمريكي في مركز الوسط. لعب مع بيتسبورغ ريفرهوندز وJersey Express S.C. ‏.

## وصلات خارجية
- توماس غراي على موقع قاعدة بيانات كرة القدم.إي يو (الإنجليزية)